# Cuisine malawite
La cuisine malawite comprend les aliments et les pratiques culinaires du Malawi. Le thé et le poisson caractérisent la cuisine populaire du pays.
Le sucre, le café, le maïs, les pommes de terre, le sorgho, les chèvres sont également des éléments importants de la cuisine et de l'économie. Le lac Malawi est une source de poissons, tel le chambo (similaire à la dorade), l'usipa (similaire à la sardine ), le mpasa (similaire au saumon).

## Produits de base

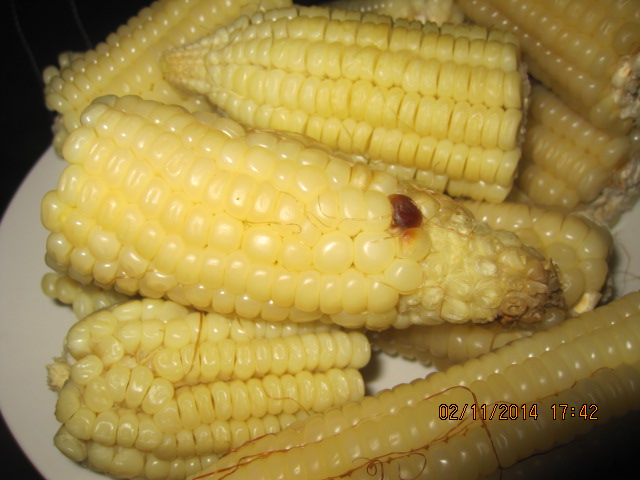
Maïs (dowe)
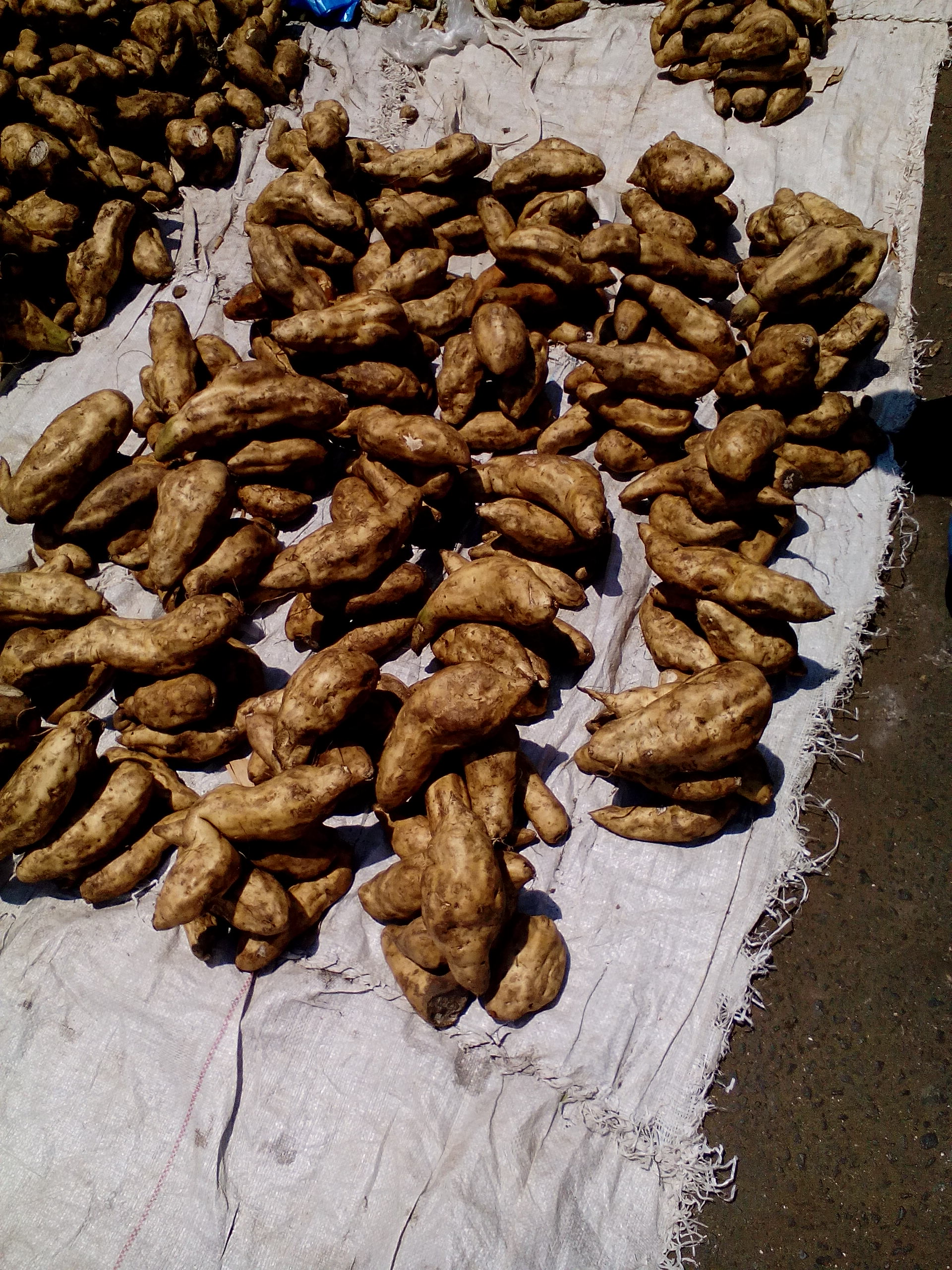
Patates douces
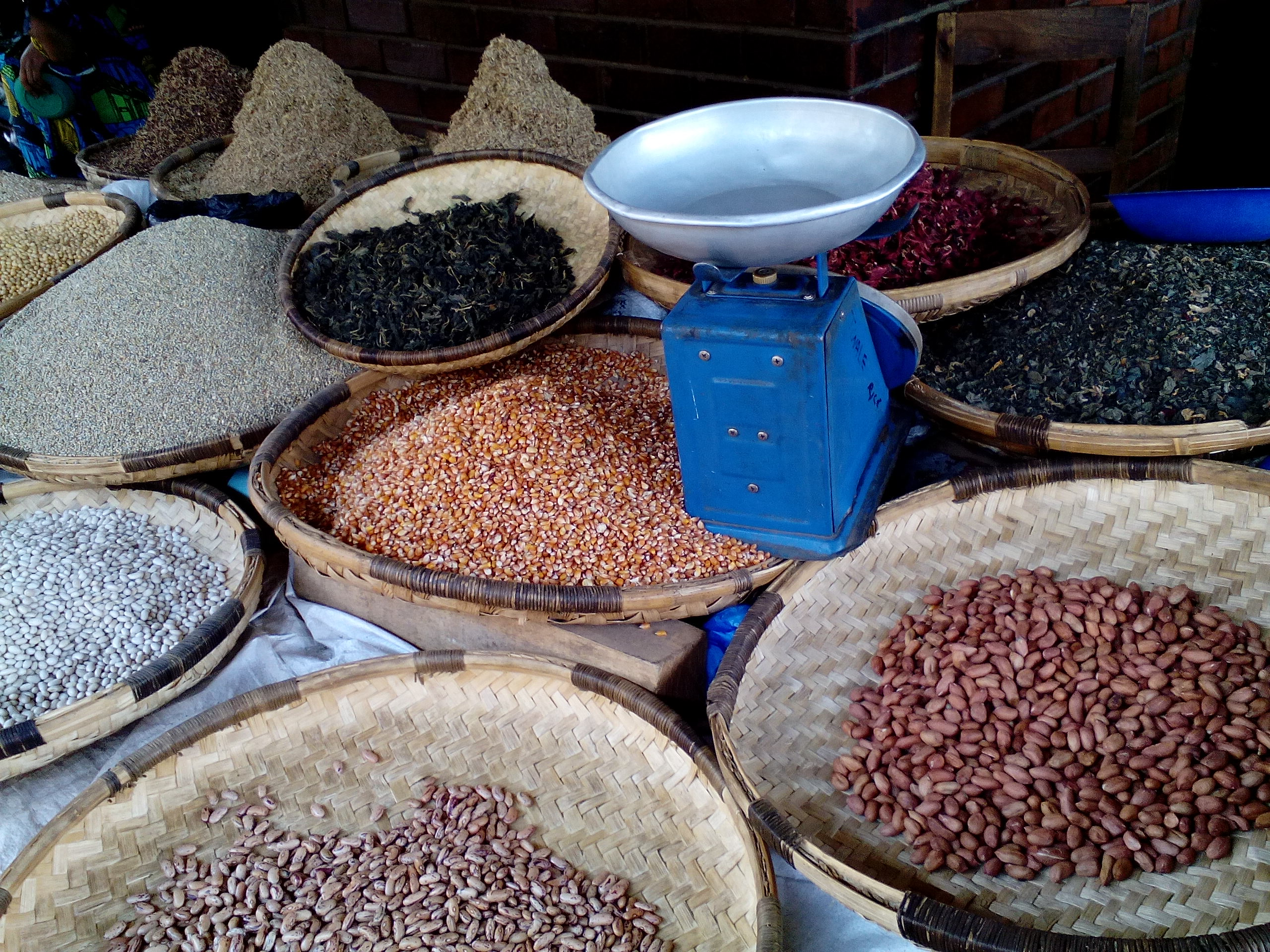
Haricots secs
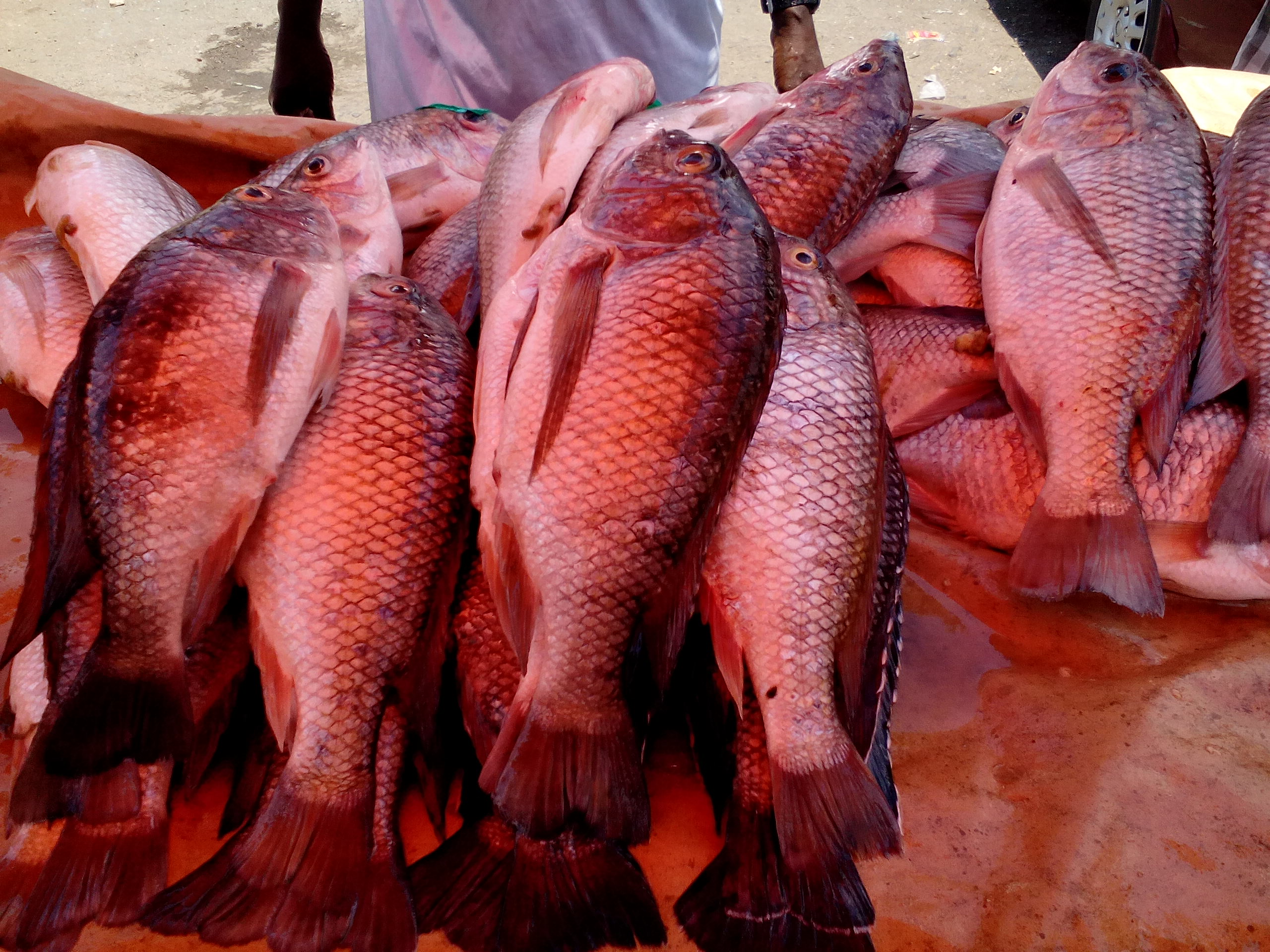
Chambo (tilapia)
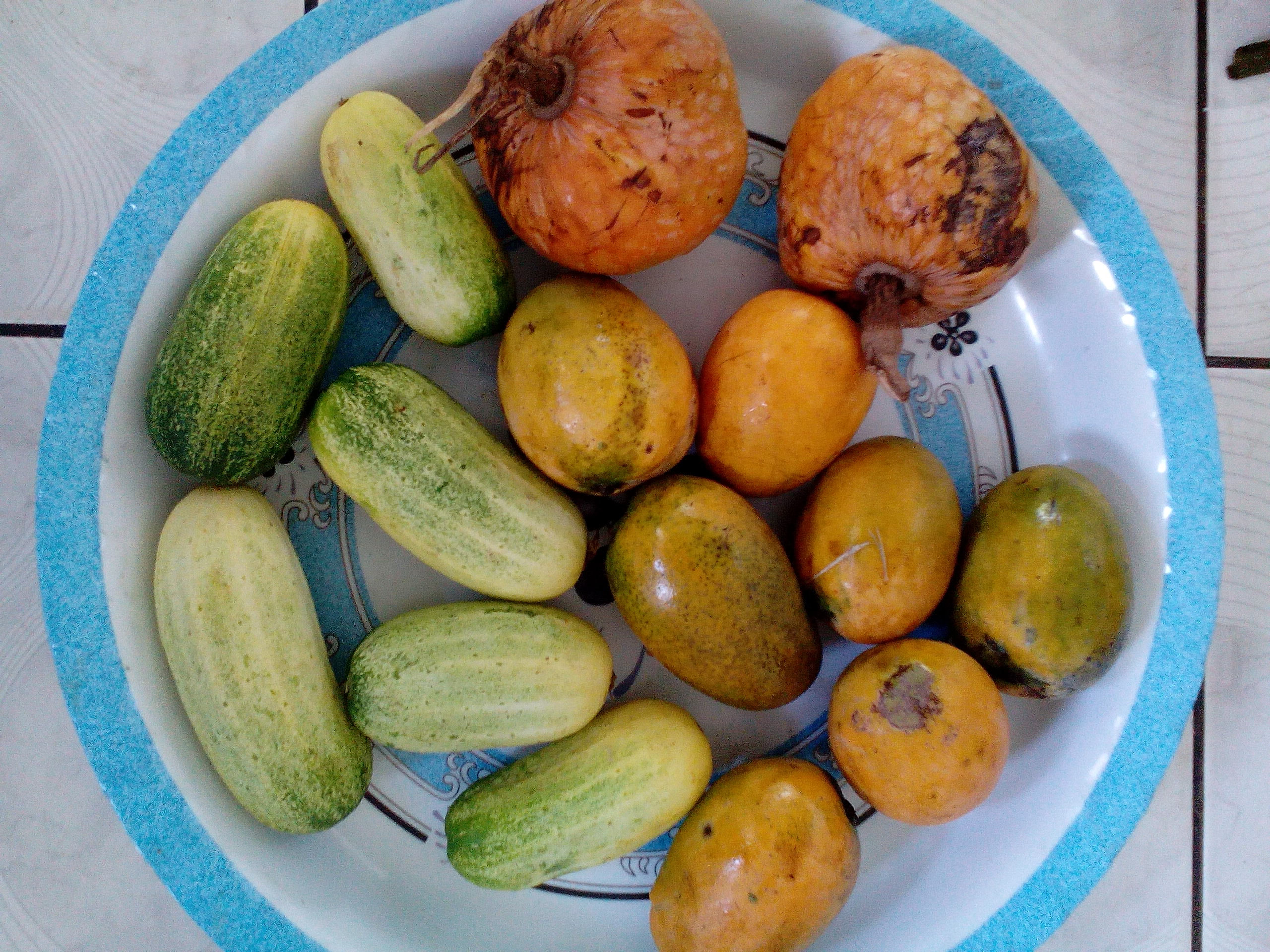
Mangues et concombres

## Plats typiques
- Le delele ou derere est un plat aux gombos souvent accompagné de sadza ou de nshima

- Le nshima est un aliment de base fabriqué à partir de maïs moulu et servi en plat d'accompagnement de viande et de légumes. Il peut être mangé pour le petit déjeuner, pour le déjeuner ou au dîner[1].
- Le Kachumbari est une salade de tomate et d'oignon.
- Le Kondowole (en), qui est fabriqué à partir de farine de manioc[2],[3]. Ce plat est principalement consommé au nord du Malawi. C'est un repas très collant ressemblant au nsima, (appelé ugali en Tanzanie). Il est principalement cuit à même le sol en raison de sa texture. En effet, ce mets est si épais qu'il est difficile de le mélanger. Le kondowole est normalement consommé avec du poisson.

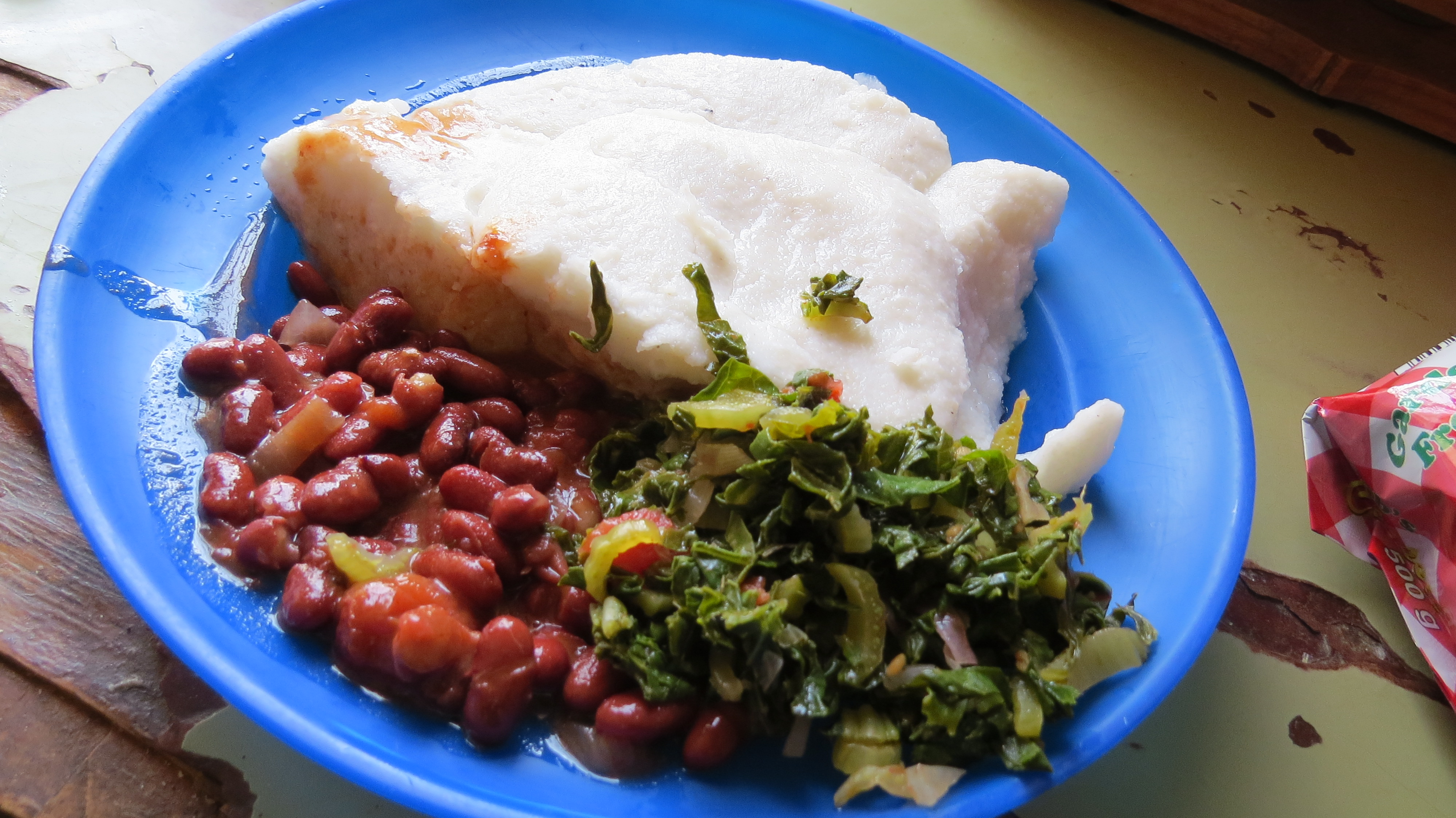
Nshima, haricots et chou chinois
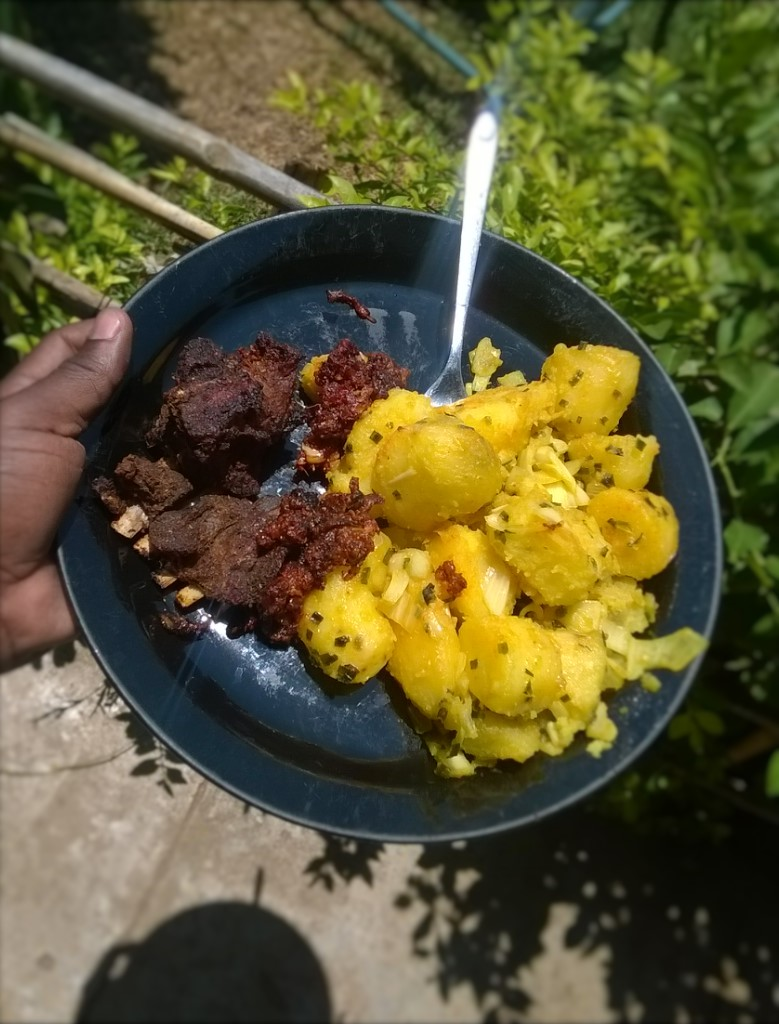
Chèvre grillée aux pommes de terre
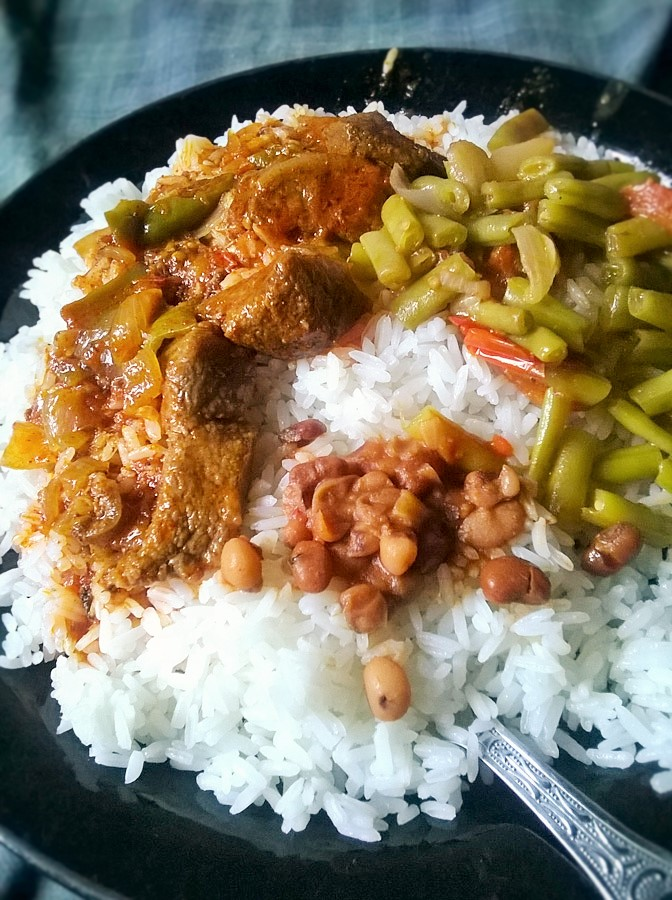
Riz, bœuf et haricots verts
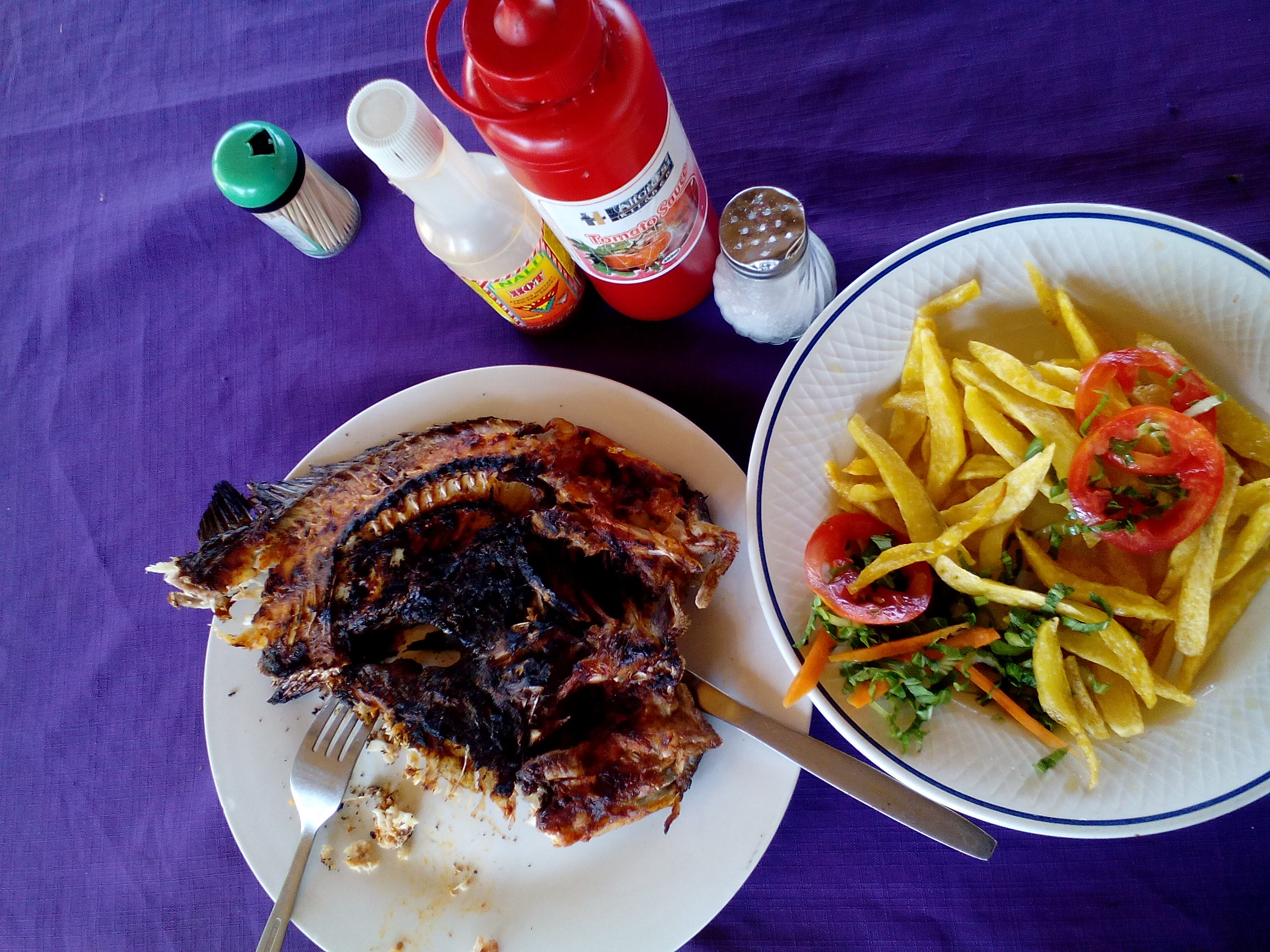
Poisson et frites
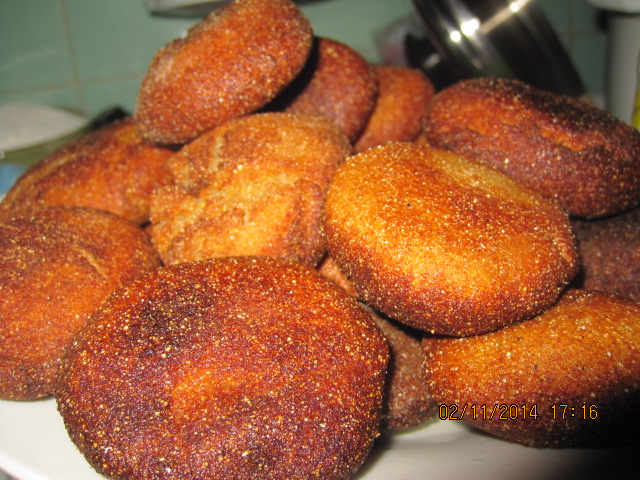
Beignets de banane (chikondamoyo)

## Source
- (en) Cet article est partiellement ou en totalité issu de l’article de Wikipédia en anglais intitulé « Malawian cuisine » (voir la liste des auteurs).